# Hexagonal de Ascenso o Permanencia de 2017
El Hexagonal de Ascenso o Permanencia permitirá a los 6 equipos participantes enfrentarse para quedar entre los dos primeros del torneo y así participar en la Liga Nacional Superior de Voleibol Femenino 2017-18. Participan los tres últimos de la Liga Nacional Superior de Voleibol Femenino 2016-17 (Túpac Amaru, Sport Performance Volleyball y Deportivo Alianza) y los tres primeros de la Liga Nacional Intermedia (Divino Maestro, Rebaza Acosta y Star Net).

## Equipos participantes
| Club                         | Ciudad   | Entrenador       |
| ---------------------------- | -------- | ---------------- |
| Deportivo Alianza            | Lima     | Luis Milla       |
| Sport Performance Volleyball | Callao   | Antonio Carrasco |
| Túpac Amaru                  | Lima     | José Castillo    |
| Star Net                     | Trujillo | Bandera de ?     |
| Divino Maestro               | Lima     | Bandera de ?     |
| Rebaza Acosta                | Callao   | Bandera de ?     |

## Grupo Único
– Ascienden o Permanecen en la Liga Nacional Superior de Voleibol (LNSV). 
| Pos. | Equipo                       | J | G | P | PTS |
| ---- | ---------------------------- | - | - | - | --- |
| 1    | Deportivo Alianza            | 5 | 4 | 1 | 13  |
| 2    | Sport Performance Volleyball | 5 | 5 | 0 | 12  |
| 3    | Túpac Amaru                  | 5 | 3 | 2 | 10  |
| 4    | Star Net                     | 5 | 1 | 4 | 4   |
| 5    | Divino Maestro               | 5 | 1 | 4 | 3   |
| 6    | Rebaza Acosta                | 5 | 1 | 4 | 3   |

### Resultados
- Sede: Coliseo Niño Héroe Manuel Bonilla

| Fecha | Hora  | Partido                      | Partido | Partido                      | Resultado | S1    | S2    | S3    | S4    | S5    | Total   |
| ----- | ----- | ---------------------------- | ------- | ---------------------------- | --------- | ----- | ----- | ----- | ----- | ----- | ------- |
| 01.03 | 06:30 | Star Net                     | -       | Deportivo Alianza            | 0-3       | 17-25 | 21-25 | 12-25 | -     | -     | 50-75   |
| 01.03 | 07:45 | Divino Maestro               | -       | Sport Performance Volleyball | 1-3       | 17-25 | 25-21 | 20-25 | 21-25 | -     | 83-96   |
| 01.03 | 09:00 | Túpac Amaru                  | -       | Rebaza Acosta                | 3-1       | 21-25 | 25-12 | 25-14 | 25-20 | -     | 96-71   |
| 02.03 | 06:30 | Divino Maestro               | -       | Star Net                     | 3-1       | 20-25 | 25-15 | 25-19 | 25-22 | -     | 95-81   |
| 02.03 | 07:45 | Sport Performance Volleyball | -       | Rebaza Acosta                | 3-0       | 25-14 | 25-13 | 25-19 | -     | -     | 75-46   |
| 02.03 | 09:00 | Túpac Amaru                  | -       | Deportivo Alianza            | 1-3       | 27-29 | 25-23 | 17-25 | 21-25 | -     | 90-102  |
| 03.03 | 06:30 | Rebaza Acosta                | -       | Deportivo Alianza            | 0-3       | 16-25 | 25-27 | 23-25 | -     | -     | 64-77   |
| 03.03 | 07:45 | Sport Performance Volleyball | -       | Star Net                     | 3-2       | 17-25 | 25-18 | 23-25 | 25-18 | 15-3  | 105-89  |
| 03.03 | 09:00 | Túpac Amaru                  | -       | Divino Maestro               | 3-1       | 25-19 | 22-25 | 25-21 | 25-17 | -     | 97-82   |
| 04.03 | 02:00 | Rebaza Acosta                | -       | Star Net                     | 1-3       | -     | -     | -     | -     | -     | -       |
| 04.03 | 03:30 | Túpac Amaru                  | -       | Sport Performance Volleyball | 2-3       | 25-12 | 25-18 | 24-26 | 22-25 | 08-15 | 104-96  |
| 04.03 | 05:00 | Divino Maestro               | -       | Deportivo Alianza            | 0-3       | 16-25 | 25-27 | 23-25 | -     | -     | 64-77   |
| 05.03 | 02:00 | Túpac Amaru                  | -       | Star Net                     | 3-0       | 25-13 | 25-15 | 27-25 | -     | -     | 77-53   |
| 05.03 | 03:30 | Divino Maestro               | -       | Rebaza Acosta                | 1 -3      | -     | -     | -     | -     | -     | -       |
| 05.03 | 05:00 | Sport Performance Volleyball | -       | Deportivo Alianza            | 3-2       | 25-20 | 28-30 | 19-25 | 25-17 | 15-11 | 112-103 |

## Permanecen en la Liga Nacional Superior de Voleibol (LNSV)
| Deportivo Alianza | Sport Performance Volleyball |
| ----------------- | ---------------------------- |

- Datos: Q28858983